# Jardins Butchart
Les Jardins Butchart (anglais :) sont un groupement de jardins d'exposition florale situés à Brentwood Bay, en Colombie-Britannique, sur l'île de Vancouver au Canada. C'est une attraction touristique internationalement connue qui reçoit plus d'un million de visiteurs chaque année. Un service de cuisine de haute qualité et des animations complètent les jardins sculptés.

## Histoire

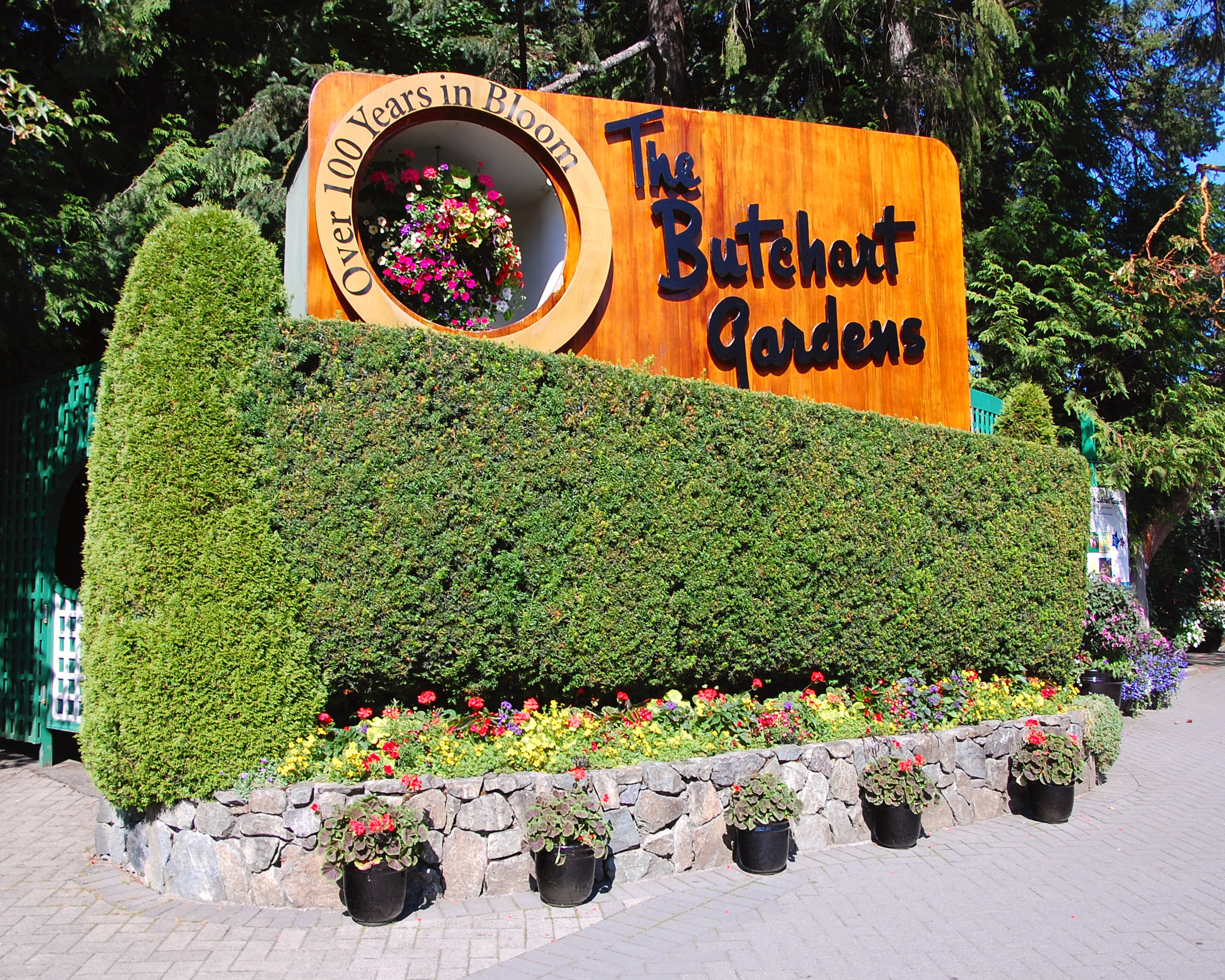
Entrée des jardins Butchart.

Robert Pim Butchart (1856–1943) commença à industrialiser le ciment Portland en 1888 près de sa ville natale de Owen Sound, en Ontario, au Canada. Lui et sa femme Jennie (1866–1950) vinrent sur la côte ouest du Canada grâce à la richesse des dépôts calcaires nécessaires à la production de ciment.
En 1904, ils établirent leur quartier près de sa carrière sur l'anse Tod au pied de la péninsule Saanich sur l'île de Vancouver. Ils l'équipèrent d'un étang d'eau salé, une piste de bowling, une salle de billard, un court de tennis et un orgue.
En 1906, Jennie y créa un jardin japonais avec l'aide du dessinateur Isaburo Kishida. En 1909, lorsque la carrière fut épuisée, Jennie se mit à la transformer en un jardin englouti, qui sera terminé en 1921. Ils appelèrent leur propriété Benvenuto (« bienvenue » en italien), 
et commencèrent à recevoir des chargements de bateaux de visiteurs dans leurs jardins. En 1926, ils remplacèrent leurs courts de tennis par un jardin à l'italienne, tandis qu'en 1929 leur potager fut transformé en une large roseraie par le dessinateur Butler Sturtevant de Seattle.

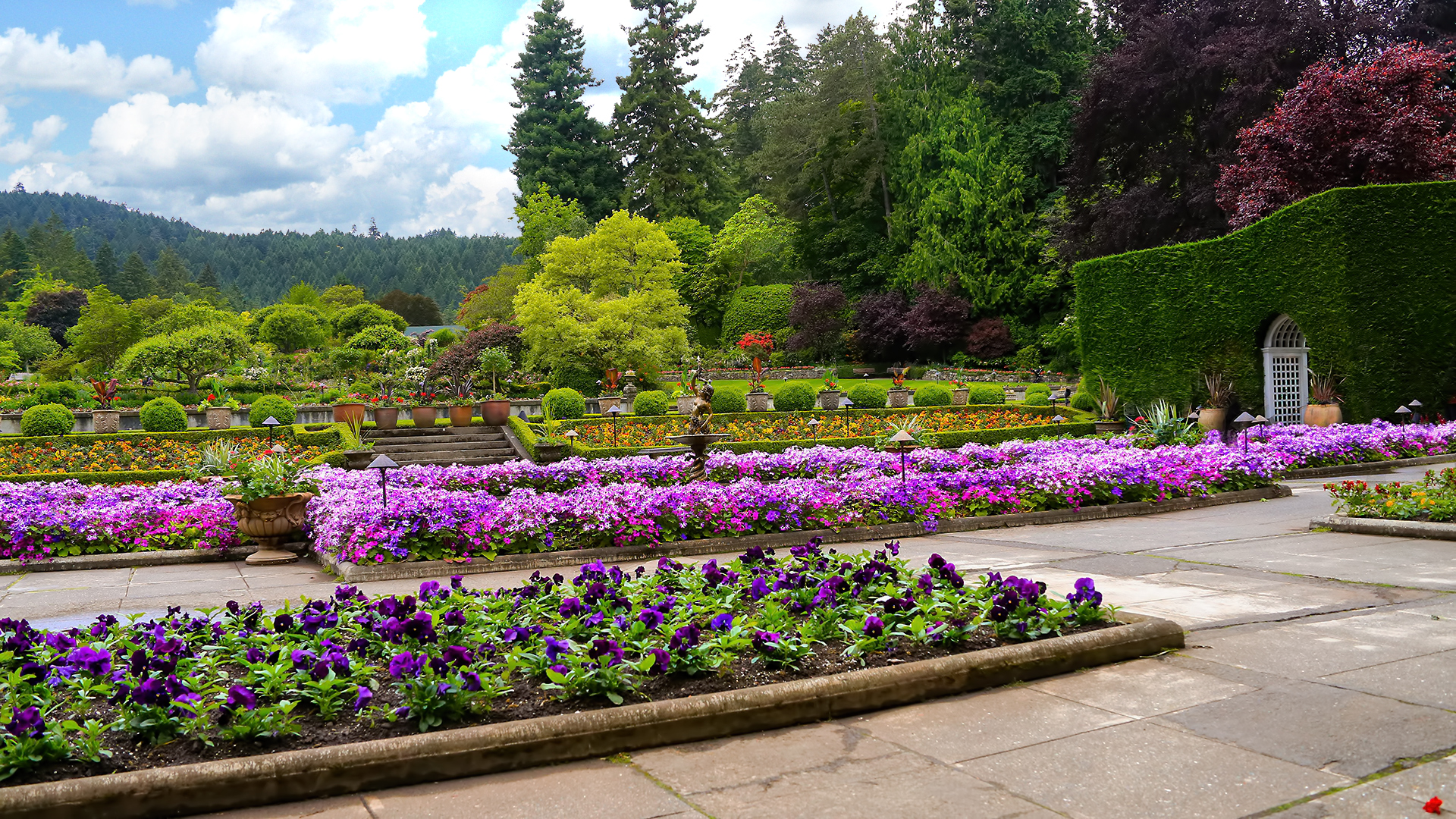
Le jardin italien

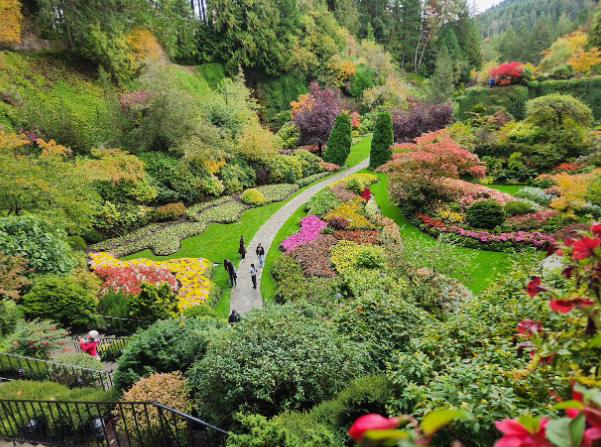
Les jardins en 2024

En 1939, les Butcharts ont fait don des jardins à leur petit-fils Ian Ross (1918–1997) à l’occasion de son 21e anniversaire. Ross a participé à l’exploitation et à la promotion des jardins jusqu’à sa mort 58 ans plus tard.
En 1953, des kilomètres de câblage souterrain ont été posés pour assurer l’éclairage nocturne, pour marquer le 50e anniversaire des jardins. En 1964, la fontaine de Ross, qui est toujours en évolution constante, a été installée dans le réservoir inférieur pour célébrer le 60e anniversaire. En 1994, l’Autorité héraldique du Canada a accordé un blason aux jardins de Butchart. En 2004, deux totems de 30 pieds (9,1 m) ont été installés pour marquer le 100e anniversaire et les jardins ont été désignés lieu historique national.
La propriété des jardins demeure au sein de la famille Butchart; la propriétaire et directrice générale depuis 2001 est l’arrière-petite-fille de Butchart, Robin-Lee Clarke.
En 1982, les jardins Butchart ont servi d’inspiration pour les jardins du pavillon canadien ouvert au Centre Epcot à Orlando, en Floride. 
Au fur et à mesure des années, le parc s'est développé et s'est étendu pour devenir un des parcs d'exposition les plus visités au monde. Le parc est également le refuge de nombreuses espèces d'oiseaux, et est, en plus des fleurs et arbustes, orné de fontaines et statues.

## Collections

### Oiseaux
Pendant que Mme Butchart collectionnait des plantes, M. Butchart collectait des oiseaux d’ornement du monde entier, ayant un perroquet dans la maison, des canards dans l’étang étoilé et des paons sur la pelouse. Il a construit plusieurs nichoirs élaborés pour les jardins et a dressé des pigeons sur le site de l’actuel Begonia Bower.

### Statues

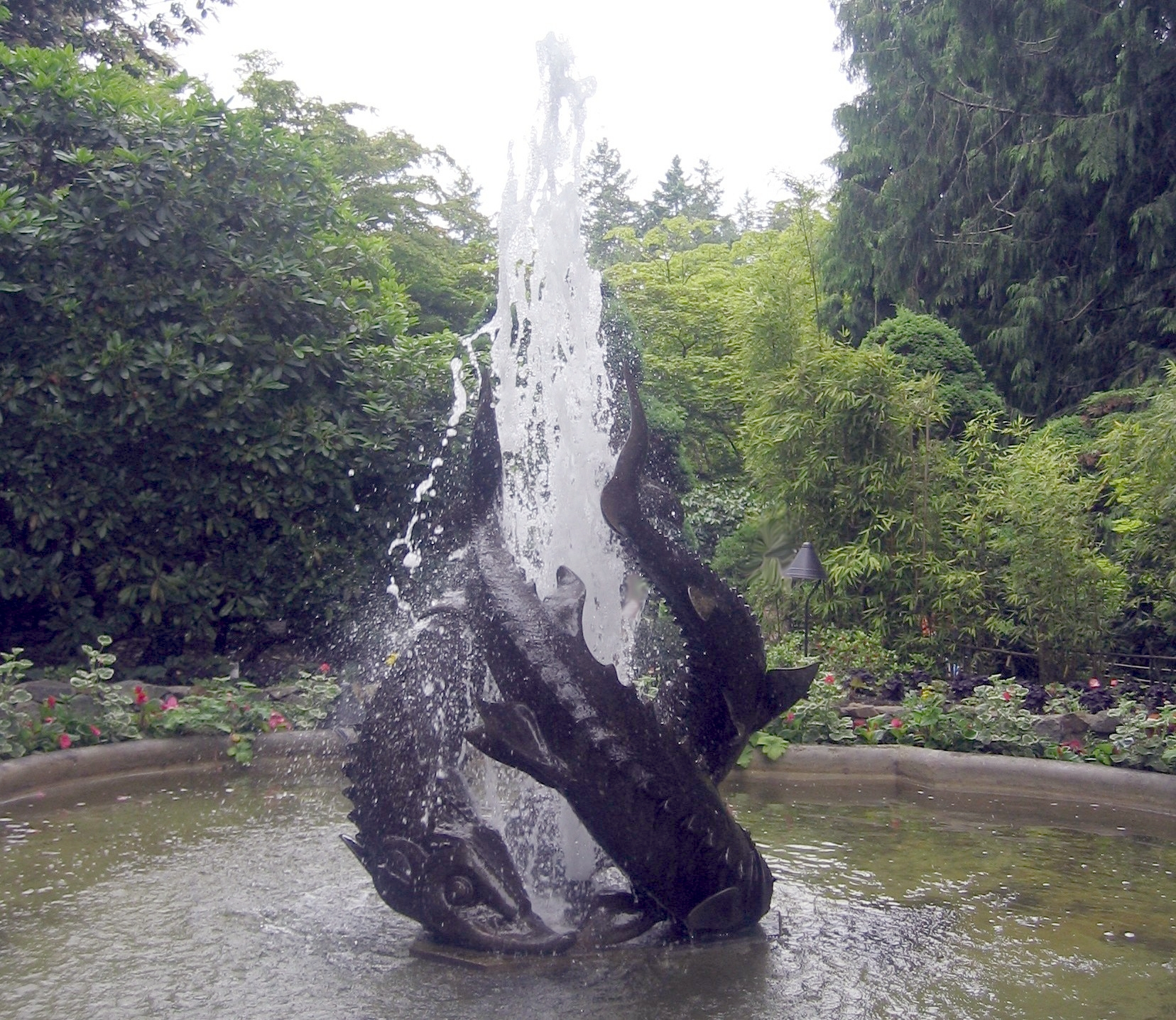
Fontaine des esturgeons de Sirio Tofanari

Plusieurs statues de bronze sont exposées dans les jardins.
L'une d'entre elles, représentant un sanglier et achetée lors d’un voyage en Méditerranée en 1973, a été coulée à Florence par la Fonderie Artistique de Ferdinando Marinelli et est une réplique d’un bronze coulé en 1620 par Pietro Tacca. Elle est appelée "Tacca" en l’honneur du sculpteur et, comme l’original, son museau brille de la chance des nombreux visiteurs qui l’ont frotté.
Un autre, à proximité de la résidence, représentant un âne et son ânon, est une œuvre de Sirio Tofanari. Il est aussi l'auteur de la fontaine des trois esturgeons (coulée elle aussi par la Fonderie artistique Ferdinando Marinelli), installée près du jardin japonais.
En 1993, le "Cercle des colombes", offerte par Ann-Lee Ross à son mari Ian en 1991 pour commémorer leur 50e anniversaire de mariage, a été installé devant la pergola de bégonia.

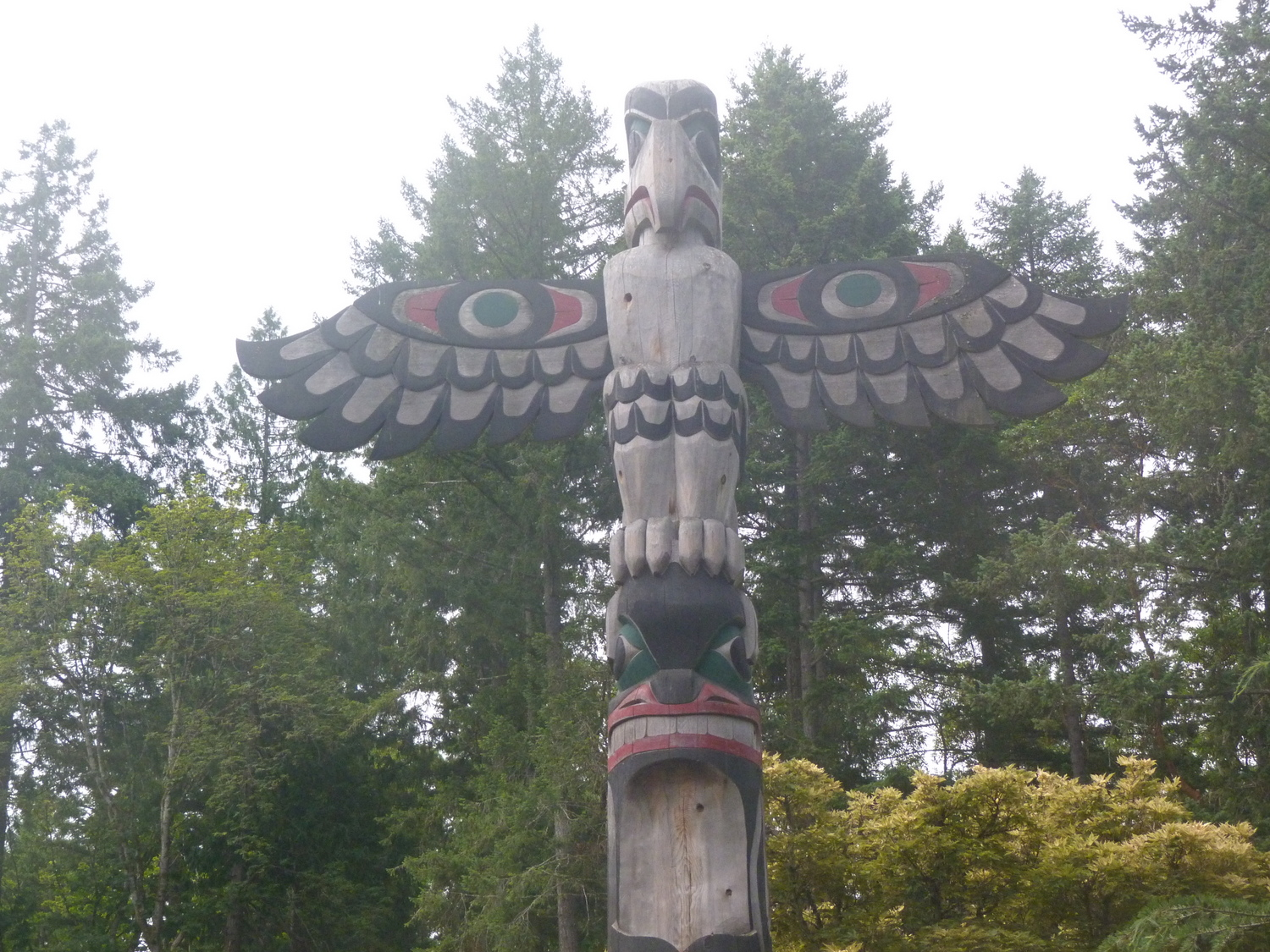
Un des deux totems

Deux totems de 30 pieds (9,1 m) furent installés en 2024 à l'occasion du 100e anniversaire des jardins.
Le 1er décembre 2009, le pavillon des enfants et le carrousel Rose ont été ouverts au public. Le carrousel Rose, conçu par Brass Ring Entertainment de Sun Valley, en Californie, est le seul carrousel sur l’île de Vancouver. La ménagerie comprend une trentaine d’animaux allant des ours, aux chevaux, aux autruches, aux zèbres, aux chats et reflète le monde dont les jardins attirent leurs visiteurs. Les dessins ont été choisis par Robin Clarke, propriétaire des jardins et arrière-petite-fille de Jennie Butchart, en consultation avec un artiste de la Caroline du Nord. Les sculptures ont été réalisées par certains des quelques sculpteurs restants de l’art du carrousel. Chaque animal est sculpté dans le tilleul et a pris plusieurs mois pour être terminé. Il existe également deux chariots pouvant accueillir des personnes handicapées.
Le Carousel Rose est logé dans le pavillon des enfants de 700 m2 (7500 pi 2), qui a un dôme avec une envergure claire de 23 mètres (75 pi), une façade en verre pleine et un toit planté d’espèces végétales indigènes. Le pavillon dispose également d’une salle de réception pour les fêtes d’anniversaire des enfants.

### Autres
À l’été 2008, les jardins ont présenté le Jennie B, un bateau électrique de 12 passagers qui parcourt les côtes locales en été pour donner aux visiteurs une appréciation de l’histoire du bord de mer et des plantes et animaux aquatiques côtiers.

## Galerie
Photos

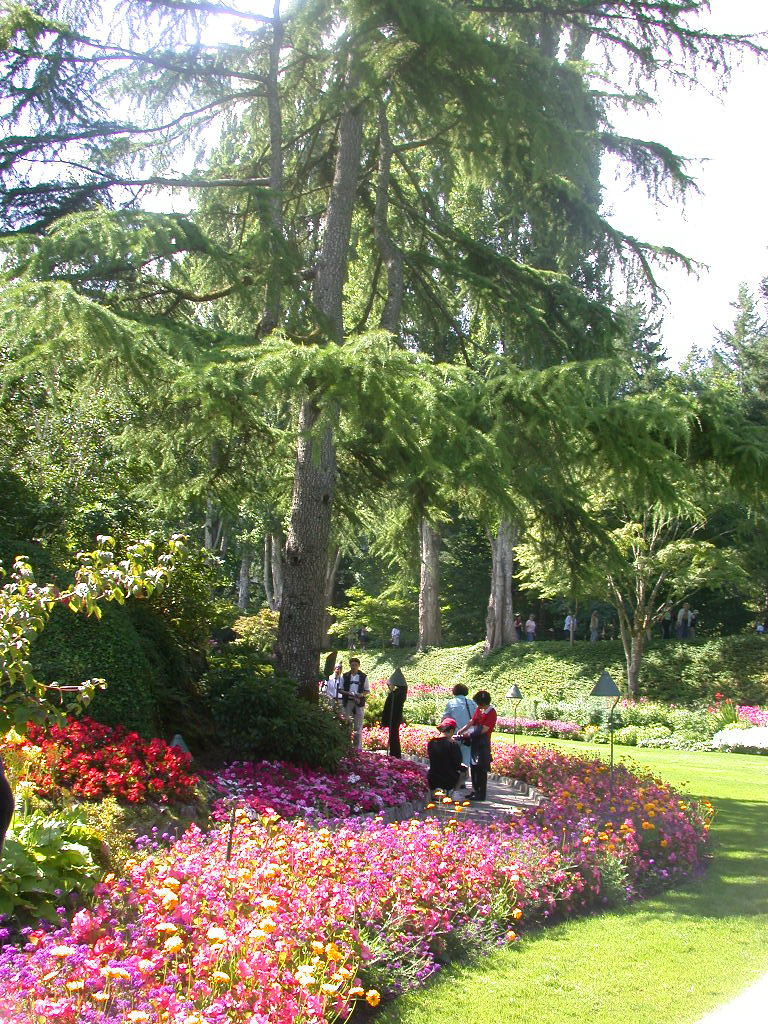
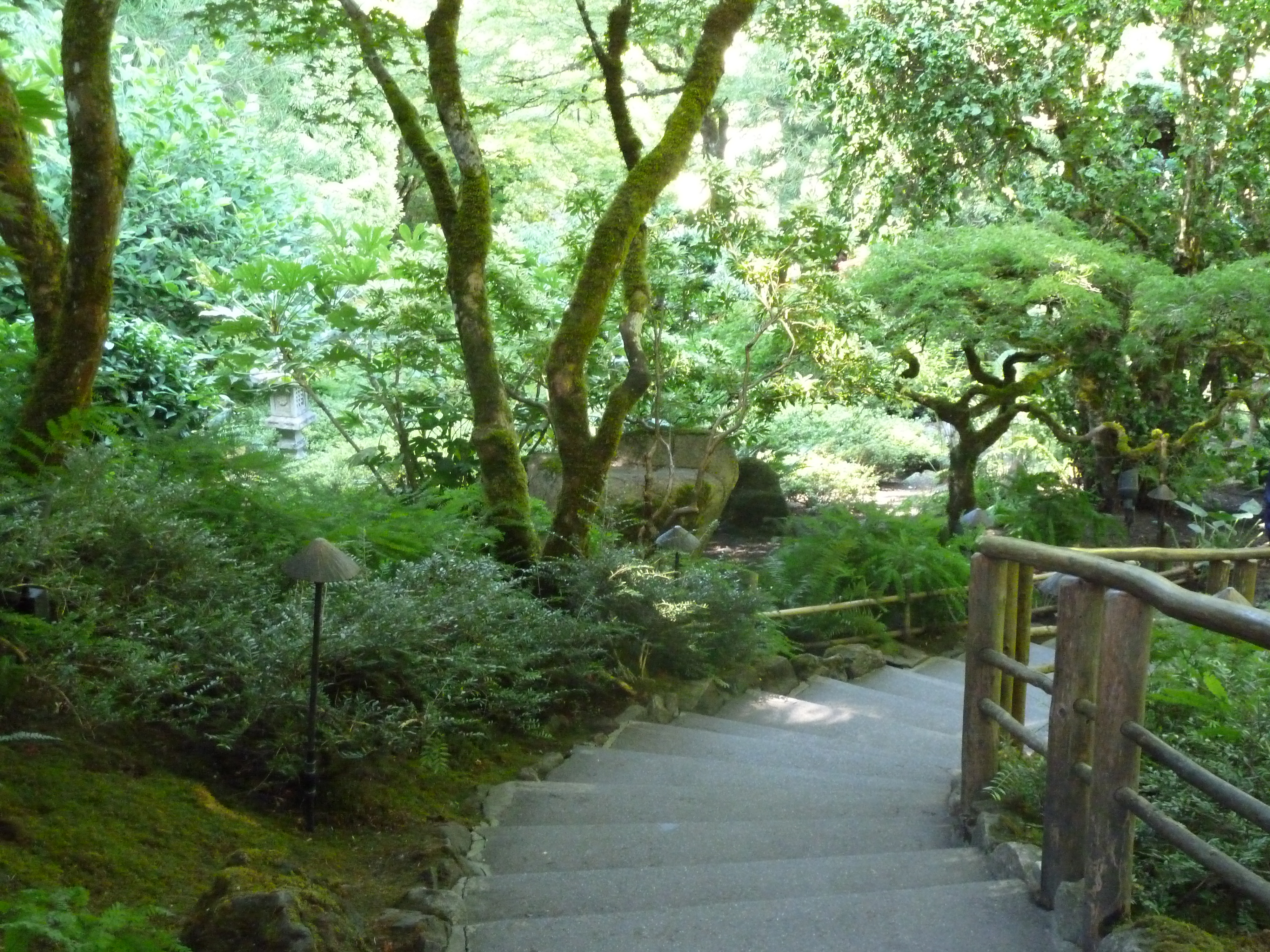
Jardin japonais
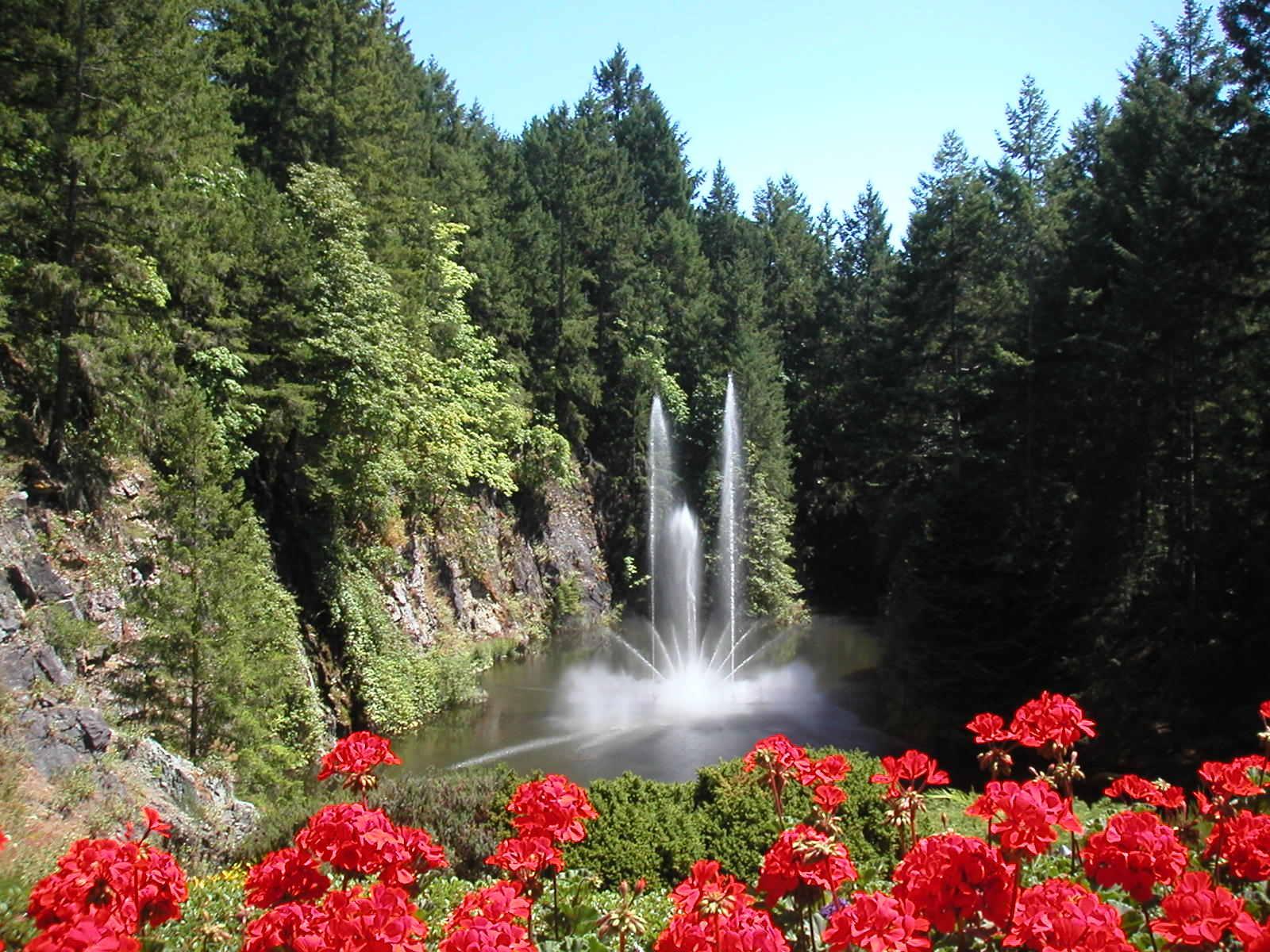
Fontaine de Ross
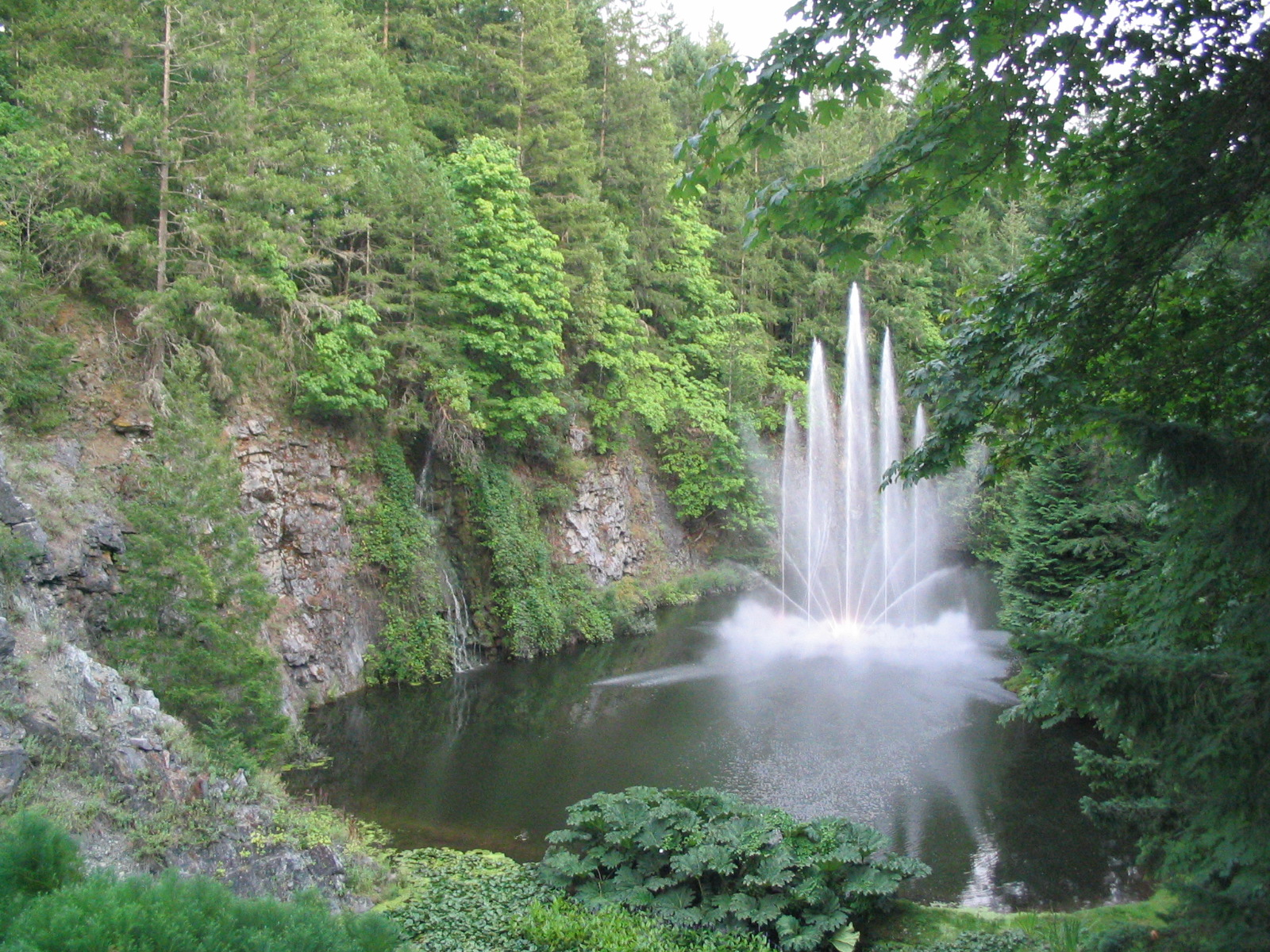
Fontaine de Ross
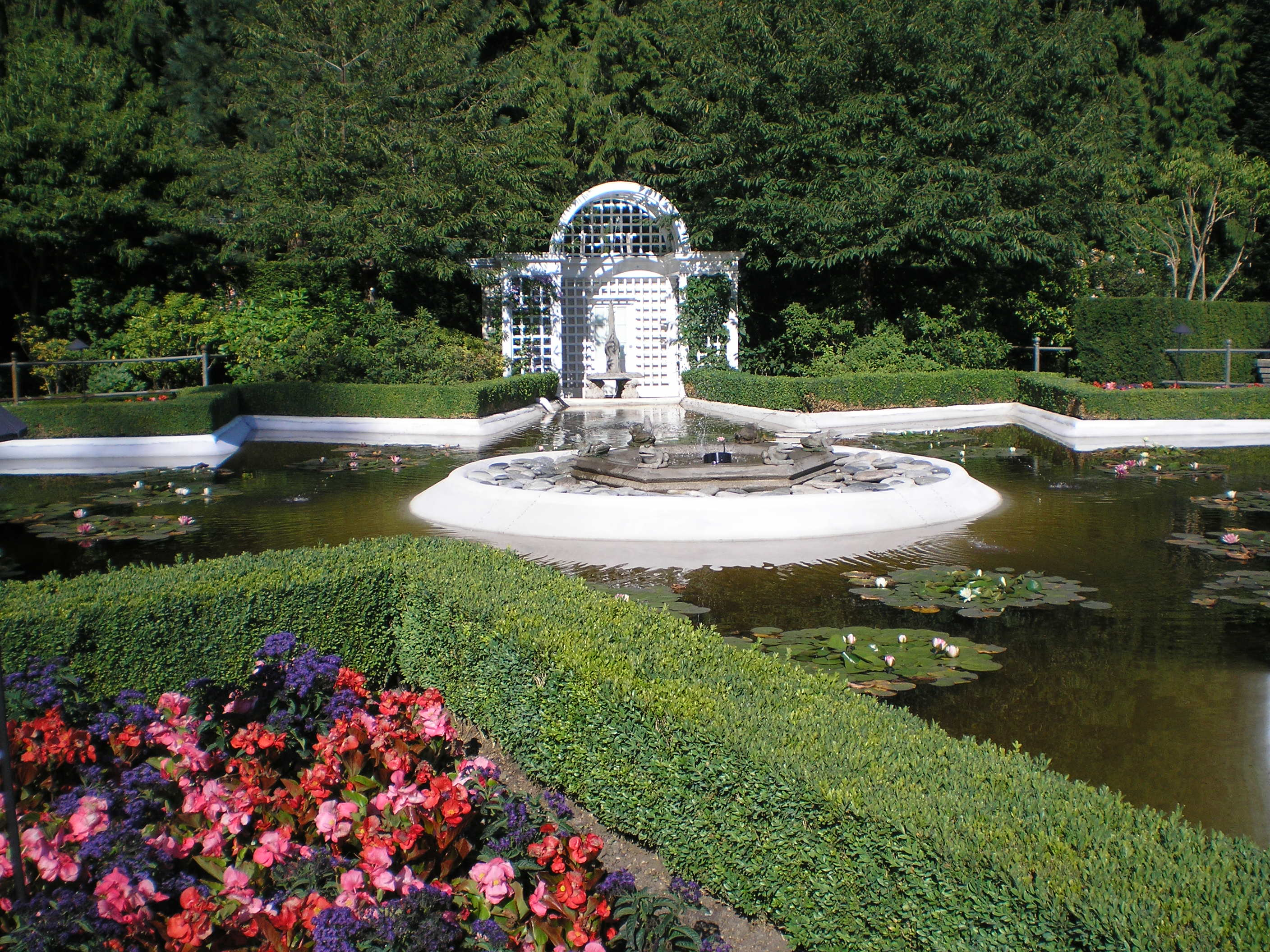
Star Pond
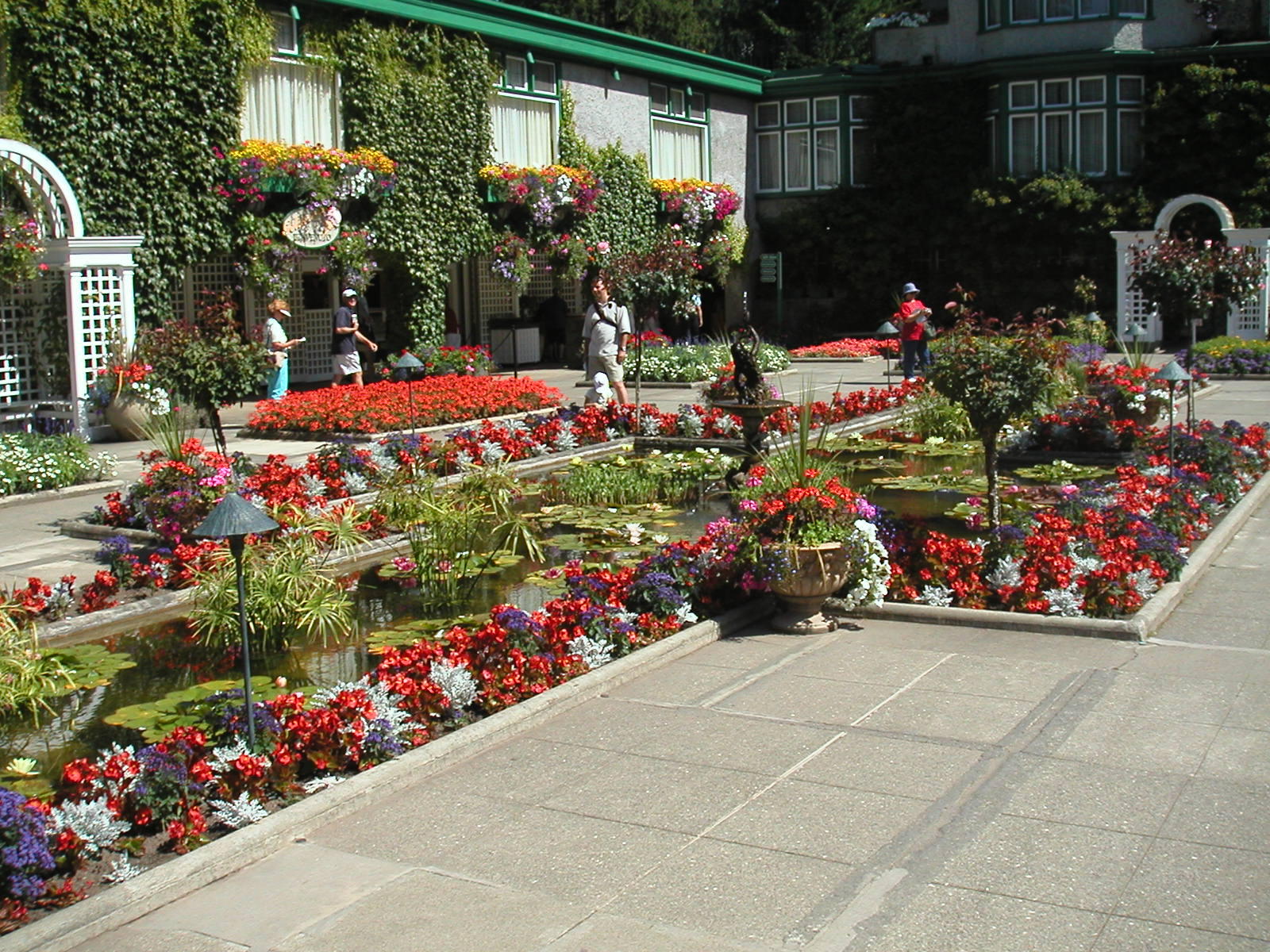
Jardin italien
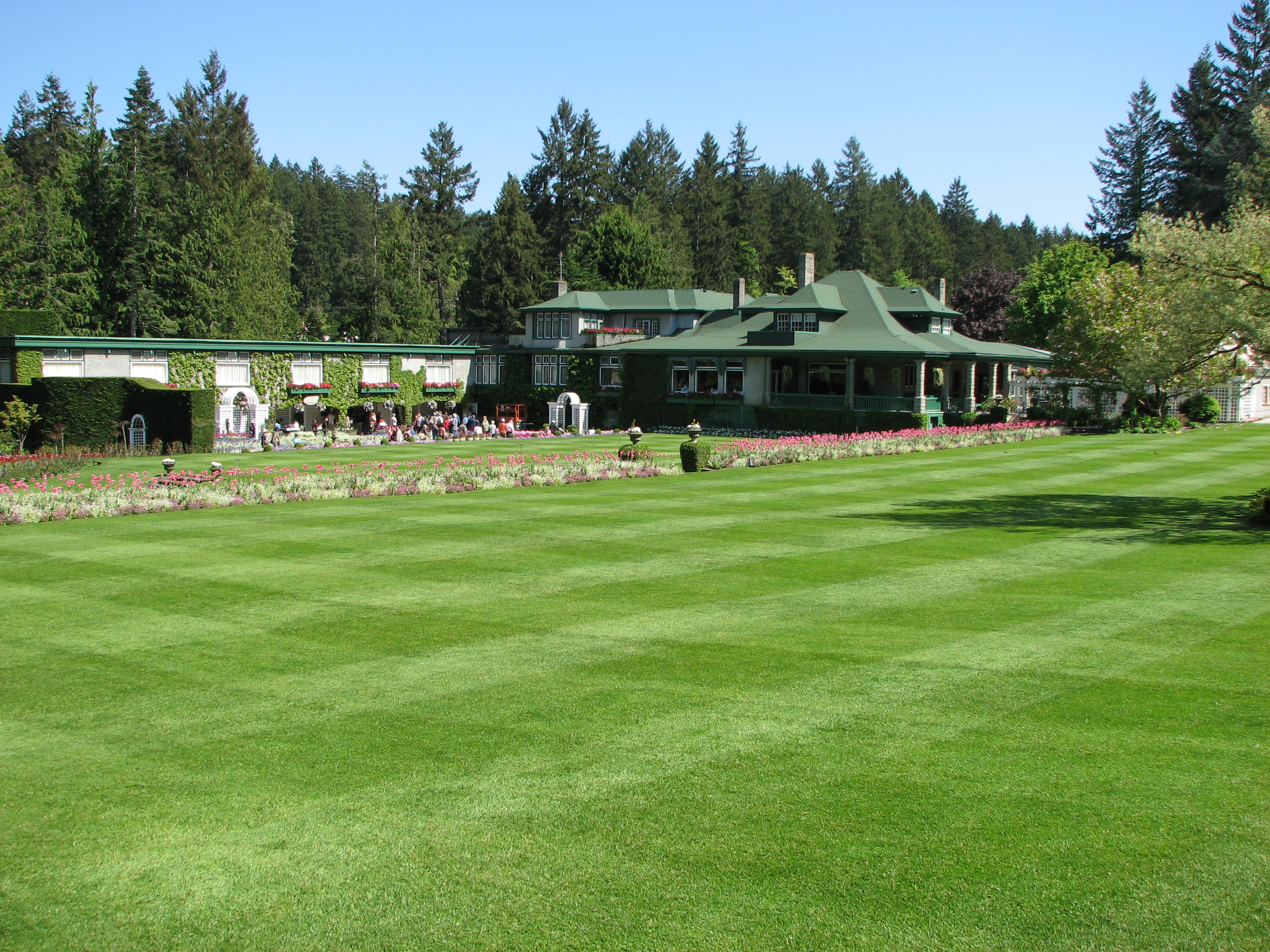
L'ancienne résidence, située après le jardin italien
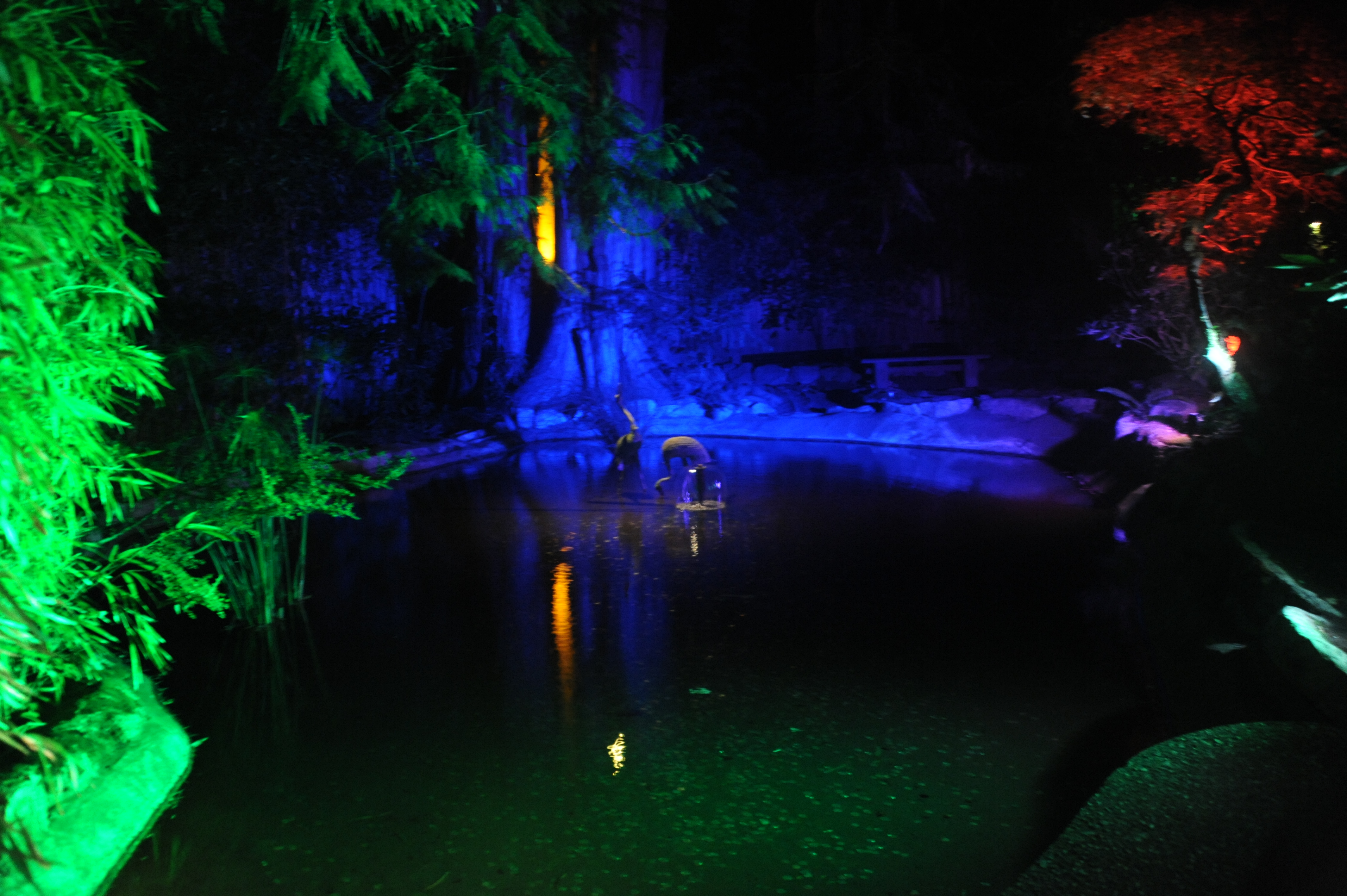
Jardin japonais de nuit

Vidéo
- Vidéo des jardins